# نیروگاه برق آبی رونکوالگراند
نیروگاه برق آبی رونکوالگراند (به ایتالیایی: Centrale idroelettrica di Roncovalgrande) یک نیروگاه ذخیره تلمبه‌ای در ایتالیا است که در ماکانیو واقع شده است.